# Baer-Summe
In der Gruppentheorie, einem Teilgebiet der Mathematik, ist die Baer-Summe zweier zentraler Gruppenerweiterungen eine neue Erweiterung derselben Gruppe.

## Konstruktion
Seien
{\displaystyle \phi _{1}\colon E_{1}\to G} und {\displaystyle \phi _{2}\colon E_{2}\to G}
zwei zentrale Erweiterungen mit „Parametrisierungen“ (d. h. Gruppenisomorphismen)
{\displaystyle \iota _{1}\colon A\to Ker(\phi _{1}),\iota _{2}\colon A\to Ker(\phi _{2})}.
Sei
{\displaystyle E_{1}\times _{G}E_{2}=\left\{(x,y)\in E_{1}\times E_{2}\colon \phi _{1}(x)=\phi _{2}(y)\right\}}.
Der durch
{\displaystyle \phi (x,y):=\phi _{1}(x)=\phi _{2}(y)}
gegebene Homomorphismus
{\displaystyle \phi \colon E_{1}\times _{G}E_{2}\to G}
ist surjektiv mit Kern {\displaystyle A\times A}. Definiere
{\displaystyle E=(E_{1}\times _{G}E_{2})/\left\{(\iota _{1}(a),-\iota _{2}(a))\colon a\in A\right\}}.
{\displaystyle \phi } faktorisiert über {\displaystyle E} und gibt eine zentrale Erweiterung mit Kern {\displaystyle A}, die als Baer-Summe der beiden zentralen Erweiterungen bezeichnet wird.

## Eigenschaften
Die Baer-Summe ist kommutativ und assoziativ, neutrales Element ist die triviale Erweiterung und das inverse Element einer durch einen Isomorphismus {\displaystyle \iota } parametrisierten zentralen Erweiterung ist dieselbe zentrale Erweiterung mit entgegengesetzter Parametrisierung {\displaystyle -\iota }.